# مدرسه عالی دفاع (نروژ)
مدرسه عالی دفاع (به نروژی: Forsvarets høgskole)، با حروف اختصاری: (FHS) یک مؤسسه آموزش نظامی، بر پایه تحقیق، در زمینه
نیروی زمینی، دریایی، هوایی، عملیات مشترک؛ و سیاست‌های امنیتی و دفاعی، در نروژ است.
 مدرسه عالی دفاع، پیشرفته‌ترین و مهمترین محیط حرفه ای، در بین دانشگاه‌های نظامی در نروژ است. این آموزشگاه، صالح‌ترین جایگاه مسئولیت حرفه ای، در آموزش نیروهای مسلح نروژ بوده، و زیر نظر رئیس ستاد دفاع نروژ قرار دارد. مرکز اداری مدرسه عالی دفاع، در قلعه آکرهوس در مرکز اسلو واقع شده‌است.

## پیشینه
مدرسه عالی دفاع (FHS) در سال ۱۹۴۹ میلادی، بنیانگذاری شده‌است. اولین دوره آموزشی، به‌طور رسمی در پاییز سال ۱۹۵۵م، آغاز به فعالیت کرد. هدف این دوره آموزشی، تربیت افسران نظامی و کادر حرفه ای غیرنظامی، به منظور پوشش پست‌های کلیدی و فرماندهی در کل تشکیلات مشترک دفاع نظامی و غیرنظامی در نروژ بود. در حال حاضر این آموزش تحت عنوان دوره فرماندهی ادامه دارد.

از ماه اوت سال ۲۰۱۸م، با گسترش مدرسه عالی دفاع، مسئولیت آموزش کل کادر افسران و درجه داران نیروهای مسلح نروژ، به این مؤسسه سپرده شد. در حال حاضر مدرسه عالی دفاع (FHS) شامل مجموع تشکیلات آکادمی نظامی نروژ، آکادمی نیروی دریایی نروژ، آکادمی نیروی هوایی نروژ، آکادمی جنگ مجازی نروژ، آموزشگاه افسری، آموزشگاه درجه داری و مؤسسه مطالعات امور دفاعی، در نروژ است.

## یادداشت
1. ↑  https://no.wikipedia.org/wiki/FHS/Sjefskurs